# ادمون جان فرانسوا باربييه
ادمون جان فرانسوا باربييه (بالفرنسية: Edmond Jean François Barbier)‏ هو مؤرخ ومحامي وكاتب فرنسي، ولد في 16 يناير 1689 في باريس في فرنسا، وتوفي بنفس المكان في 29 يناير 1771.